# Comisia Truman
Comisia Truman, cunoscută oficial sub numele de Comisia Specială a Senatului pentru Anchetarea Programului Național de Apărare, a fost un organism de investigare al Congresului Statelor Unite, condus de senatorul Harry S. Truman. Comisia specială bipartizană a fost formată în martie 1941 pentru a găsi și corecta problemele risipei, ineficienței și profitorismului de război⁠(d) în cadrul producției de război a SUA. Comisia Truman s-a dovedit a fi unul dintre cele mai reușite eforturi de anchetare organizate vreodată de guvernul SUA: bugetul inițial de 15.000 de dolari a fost extins pe parcursul a trei ani la 360.000 de dolari, și a economisit circa 10–15 miliarde de dolari în cheltuieli militare și a salvat viețile a mii de militari americani. Pentru comparație, costul total al Proiectului Manhattan, desfășurat simultan, și care a creat primele bombe atomice, a fost de 2 miliarde de dolari. Președinția acestei comisii l-a ajutat pe Truman să-și facă un nume dincolo de originile mașinii politice care l-a promovat și a fost un factor major în decizia de a fi numit vicepreședinte, ceea ce l-a propulsat ulterior la președinție după moartea lui Franklin D. Roosevelt.
Truman a demisionat de la conducerea comisiei în august 1944 pentru a se concentra pe candidatura la funcția de vicepreședinte la alegerile prezidențiale din acel an⁠(d). Din 1941 până la sfârșitul existenței sale, în 1948, comisia a ținut 432 de audieri publice, a audiat 1798 de martori și a publicat aproape 2000 de pagini de rapoarte. Fiecare raport al comisiei a fost votat în unanimiate, cu sprijin bipartizan.